# قوش‌رباط
قوش‌رباط (به ازبکی: Qo'shrabot، قۉش‌رباط}} یک منطقهٔ مسکونی در ازبکستان است که در شهرستان قوش‌رباط واقع شده‌است. قوش‌رباط ۱٬۹۹۹ نفر جمعیت دارد.